# Homoneura luzonensis
Homoneura luzonensis är en tvåvingeart som beskrevs av Malloch 1929. Homoneura luzonensis ingår i släktet Homoneura och familjen lövflugor. Inga underarter finns listade i Catalogue of Life.